# شريحة لحم البقر

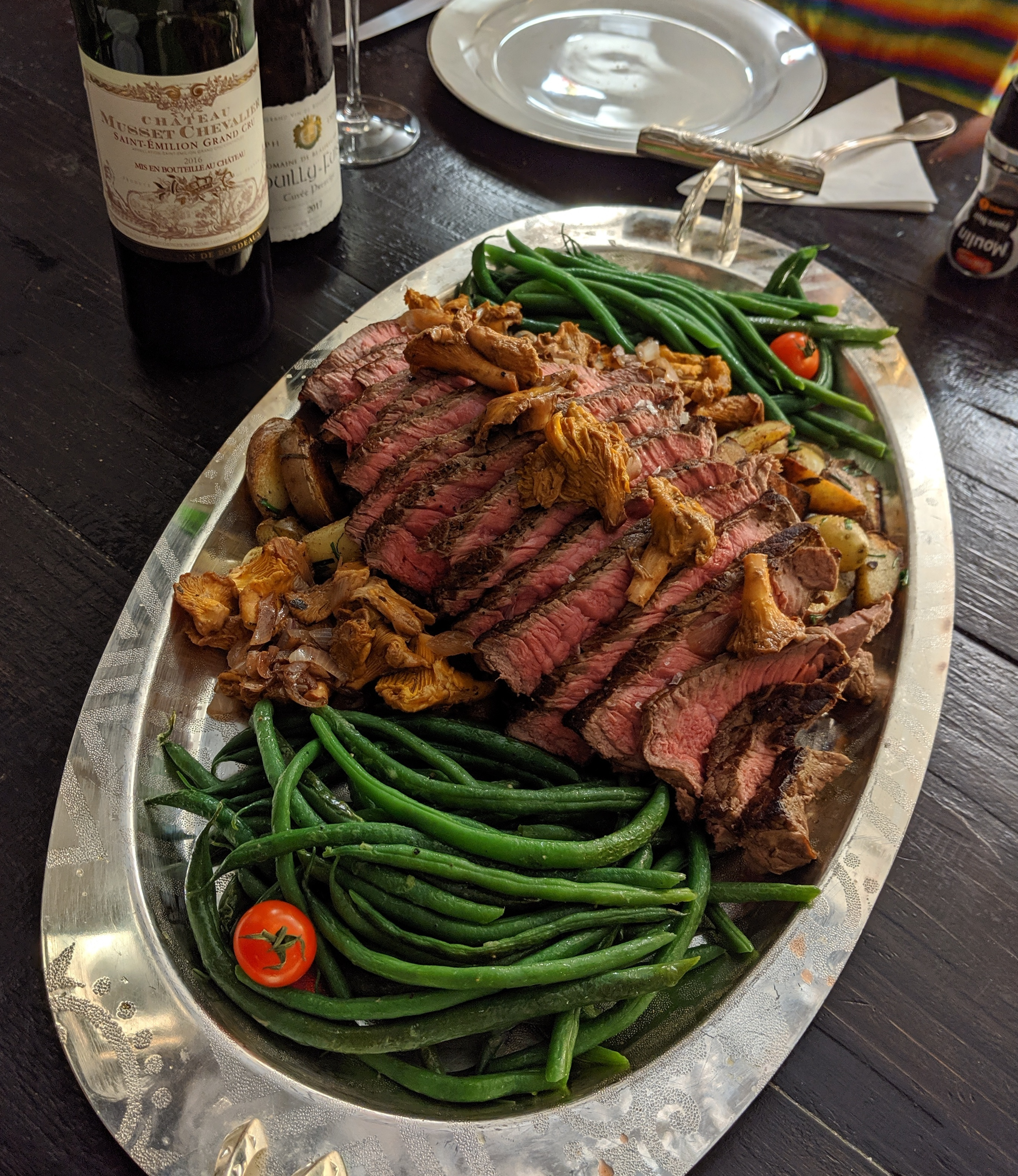
شرائح لحم بخضار وفطر

شريحة لحم البقر أو اختصارًا شريحة البقر، هي قطعة مسطحة من لحم البقر ذات أوجه متوازية، وعادة ما تُقطع عموديًا على ألياف العضلات. تحتوي الحصة الواحدة على كتلة خام تتراوح من 120 إلى 600 غرام (4 إلى 21 أونصة) في خدمة المطاعم الشائعة. تُشوى شرائح اللحم البقري عادة، أو تُقلى في مقلاة بزيت يسير. تُطهى القطع الأكثر طراوة من الخاصرة والضلع بسرعة، باستخدام الحرارة الجافة، وتقدم كاملة. تُطهى القطع الأقل طراوة من الجزء الصدري أو الدائري بالحرارة الرطبة أو تُطرى بالطرق.